# Jurassic World - Teoria del caos
Jurassic World - Teoria del caos (Jurassic World: Chaos Theory) è una serie animata di fantascienza e d'avventura statunitense. Fa parte del franchise di Jurassic Park ed è un sequel della serie animata Jurassic World - Nuove avventure.
La serie è ambientata sei anni dopo gli eventi di Jurassic World - Nuove avventure e si narra cronologicamente dopo gli eventi del film Jurassic World - Il regno distrutto (2018) e prima degli eventi del film Jurassic World - Il dominio (2022), fungendone da spin-off/midquel alla serie cinematografica originale.

## Trama
Sei anni dopo gli eventi di Jurassic World - Nuove avventure, i giovani membri dei "Sei di Nublar" si riuniscono, ritrovandosi in un'avventura per svelare una cospirazione che minaccia sia i dinosauri che l'umanità e scoprire la verità su ciò che è realmente accaduto ad uno di loro.

## Episodi
| Stagione         | Episodi | Pubblicazione |
| ---------------- | ------- | ------------- |
| Prima stagione   | 10      | 2024          |
| Seconda stagione | 10      | 2024          |
| Terza stagione   | 10      | 2025          |
| Quarta stagione  | 10      | 2025          |

## Personaggi e doppiatori

### Principali
- Darius Bowman (stagione 1-): Darius si trasferisce in una baita in mezzo al bosco e vive frastornato dall'apparente morte della povera Brooklynn, perché pensa che lui sia il colpevole. Era innamorato della bella Brooklynn. Lavorava al dipartimento per proteggere le persone dai dinosauri.
- Brooklynn / Sydney[1] (stagione 1-): Appare solo in poche scene della serie e nel primo episodio gli spettatori scoprono dispiaciuti che è apparentemente morta, divorata da un Allosaurus. Prima della sua "morte" si lascia con Kenji, ha un appartamento segreto e alla fine si scopre che è ancora viva per miracolo e ha perso la mano sinistra. A salvarla è stata Ronnie e anche se sapere che fingere la sua morte avrebbe ferito i suoi cari per la loro sicurezza ha deciso di occuparsi della cosa da sola; entra temporaneamente nell'LDS per sfruttare i contatti di uno dei capi e arrivare a scoprire chi è il Broker. Una volta individuata viene smascherata, ma capendo di poter sfruttare la vicinanza decide di fingere di volersi alleare e lavorare con lei al fine di farla arrestare, anche se ciò significa far credere ai suoi amici che è cambiata. Riesce a conquistare la fiducia di Santos quando le salva la vita e come ringraziamento le permette di lasciare l'uovo di Bumpy a Ben a patto che restino fuori dalla faccenda e di regalargli una protesi.
- Yasmina "Yaz" Fadoula[2] (stagione 1-): Yaz si trasferisce in una città in Wyoming, dove credevano fosse impossibile che entrassero i dinosauri, ma dopo l'arrivo degli altri l'incubo diventa realtà. Nella città Yasmina affronta con una terapia il suo stress post-traumatico ancora presente. Sa combattere ed è sempre la ragazza di Sammy. Durante la terza stagione, lei e Sammy entrando parecchio in discussione sulle decisioni che Brooklynn ha preso da quando è ricomparsa, lei è convinta che Brooklyn abbia un motivo più che valido per aver deciso di tacere loro la verità e lavorare con la Santos mentre Yaz pensa al contrario, e questo le porta a decidere di lasciarsi.
- Sammy Gutierrez[3] (stagione 1-): Vive da sola in Texas nel suo ranch. Gestisce il ranch da sola dopo che ha litigato con i suoi genitori. Sempre nel ranch ha creato una stalla dove dorme Bumpy. Non ha buoni rapporti con Carl, il proprietario del ranch di fianco al suo, che nutre un grande odio per i dinosauri e per Bumpy. È ancora fidanzata con Yasmina. Durante la terza stagione, lei e Yaz entrando parecchio in discussione sulle decisioni che Brooklynn ha preso da quando è ricomparsa, lei è convinta che Brooklyn non abbia bisogno di nessuno e che non le importi nemmeno di loro mentre Yaz pensa al contrario, e questo le porta a decidere di lasciarsi.
- Kenji Kon[4] (stagione 1-): Kenji, dopo l'arresto di suo padre, va a vivere da solo in una roulotte in Colorado. Negli anni a seguire sviluppa un talento per l'arrampicata. Rimane in buoni rapporti con la madre di Darius dato che l'ha ospitato a casa sua quando non aveva nessuno con cui stare, ma tuttavia litiga nuovamente con Darius ritenendolo responsabile dell'apparente morte di Brookylnn. Dopo la morte di suo padre non riesce a esprimere ciò che prova e questo lo porta a essere impulsivo e a mettersi costantemente in pericolo ma con abbraccio da parte di Yaz, riesce a tornare sulla retta via. Durante il viaggio in Italia Kenji si affeziona molto all'uovo di Bumpy e quando il piccolo nasce, decide di chiamarlo Smoothy.
- Ben Pincus[5] (stagione 1-): Ben è il primo a pensare che qualcuno voglia dare la caccia a loro ed è il primo a pensare che la morte di Brooklynn non sia stata un incidente. Ben ha anche frequentato l'università ed è diventato il membro più alto e robusto dei sei di Nublar. Scopre che Brooklynn è ancora viva quando la vede su un video nel darkweb ma non rivela la cosa finché questa non viene scoperta alla fine anche dei suoi amici cosa che renderà teso il rapporto con Kenji per averglielo tenuto nascosto. Nella terza stagione presenta ai suoi amici la famosa fidanzata del quale bene ha sempre parlato, che non è frutto della sua immaginazione come gli altri hanno sempre pensato, una ragazza di nome Gia, che ha incontrato quando è venuta a studiare nella sua università e che sogna di diventare paleontologa.

### Secondari
- Zayna Mballo (stagione 2): Una dolcissima ragazza quattordicenne senegalese. Darius e gli altri la incontrano quando giungono in Senegal dopo il naufragio. Amica di un Gallimimus di nome Geba, stringe un buon rapporto con Sammy mentre nei confronti di Darius ha una certa antipatia, per il suo modo da "cervellone" sui dinosauri ma ne diventa amica del cuore, facendo poi capire che il motivo per il quale gli stava antipatico è perché gli ricordava il modo di fare di suo padre.
- Gia (stagione 3): la fidanzata di Ben. I due si sono conosciuti quando lei è andata a studiare nell'università, per diventare paleontologa. Mentre lei ama molto i dinosauri, sua nonna invece li detesta perché li considera una "piaga" arrivata sulla terra per punire l'umanità. Lei e Ben, sono molto innamorati e non mancano mai di dimostrarsi affetto reciprocamente.
- Aminata Mballo (stagione 2): La madre di Zayna. Spinge la figlia a unirsi ai Sei di Nublar sperando che "spiegare le ali" la aiuti a crescere e a salvare le uova e Geba rapiti da degli uomini loschi.
- Ousmane Mballo (stagione 2) È il marito di Aminata e padre di Zayna.
- Soyona Santos / Broker (stagione 2-3): Apparsa anche in Jurassic World - Il dominio, conosciuta come "il Broker". è una trafficante di dinosauri oltre che la persona che ha tentato di far uccidere Brooklynn. Una donna spietata, fredda che pensa esclusivamente al proprio tornaconto e non mostra la minima pietà nell'eliminare chi pensa sia una minaccia per i suoi affari. Mentre la donna misteriosa controlla gli atrociraptor Ghost, Tiger e Panthera, grazie a un fischietto, lei controlla direttamente Red tramite un puntatore laser che porta su un bracciale. Inizialmente non si fida affatto di Brooklynn, ma dopo che quest'ultima le salva la vita ne ottiene la fiducia rivelandole anche la nuova collaborazione con la Biosyn e regalandole una protesi per sostituire il braccio divorato. Nella terza stagione viene arrestata da Barry Sembene grazie all'astuzia di Brooklynn.
- Domatrice di Atrociraptor (stagione 1-3): Una donna, pallida e con uno sguardo freddo che non mostra la minima emozione e controlla i tre Atrociraptor che danno la caccia ai Sei di Nublar. Sembra avere una rapporto di empatia con i tre animali che obbediscono a ogni suo comando tramite il fischietto che porta al collo. È lei che ha tentato di uccidere Brooklynn. Dopo la sconfitta lei e i suoi raptor si ritirano. Torna nella terza stagione, ma finisce per entrare in contrasto con la Santos, quando scopre che vuole vendere i suoi raptor; nonostante la Santos li controlli con il puntatore laser, il legame di empatia tra lei e gli animali è più forte. Alla fine viene divorata da un carnotauro controllato da Santos.
- Mateo (stagione 1): Lavorava al dipartimento dove si occupava di trasportare i dinosauri da un punto A ad un punto B. Si licenzia dopo la morte pianificata di Brooklynn. Ha una figlia di nome Hiraya.
- Mo (stagione 1): È il benzinaio che Ben credeva stesse dando loro la caccia e offre a Darius e a Ben degli snack gratis, così possono mangiare la buona liquirizia Twiblers.
- Ronnie (stagione 1-2): Ronnie lavora per il dipartimento ed era il vecchio capo di Darius.
- Dudley Cabrera (stagione 1): Era il direttore regionale del dipartimento. Viene ucciso e dato in pasto dai tre Atrociraptor.
- Jared (stagione 1): Prova a uccidere Sammy e Yasmina, ma non ci riesce finendo nel lago dove bevono i dinosauri e viene divorato da un becklespinax.
- Jensen (stagione 1): Anch'essa guardia che fa coppia con Jared. Nell'ultimo episodio della prima stagione muore divorato dall'allosauro mezzo cieco.
- Capitano Lang (stagione 2): Il responsabile della nave da cargo che portava i dinosauri nella nuova struttura per il Broker. A causa della tempesta, il suo equipaggio viene decimato e alcuni dinosauri finiscono per liberarsi, creando scompiglio a bordo. Inoltre la valigia che conteneva le uova di dinosauro vengono prese dai Sei di Nublar. Quando anche i dinosauri scappano dalle gabbie e iniziano a girovagare per il Senegal e questi non avverte la signora Santos, questa lo fa uccidere dall'Atrociraptor Red.
- Geba (stagione 2) È il Gallimimus amico di Zayna.
- Nonna (stagione 3): la nonna di Gia. Una donna che parla dialetto e disprezza i dinosauri convinta che siano una maledizione inviata per punire l'umanità, argomento con il quale è in contrasto con Gia. Non vede di buon occhio Ben e predilige Kenji. Quando scopre il cucciolo di dinosauro, nato dall'uovo di Bumpy inizialmente vorrebbe sbatterlo fuori di casa ma dopo aver visto come Kenji, sua nipote e i suoi amici tendono veramente a questi animali, cambia idea e inizia a guardare i dinosauri con occhi diversi, accettando perfino Ben.
- Davi (stagione 3):un giornalista che aiuta Brooklynn e che viene quasi ucciso dalla domatrice di Soyona Santos.
- Smoothy (stagione 3): è il cucciolo di Bumpy, che durante il viaggio in Italia esce dall'uovo, poi insieme a Sammy e Kenji andranno nella valle della Biosyn per trovare sua mamma, Bumpy.

### Guest star
- Brandon Bowman (stagione 1): È il fratello maggiore di Darius.
- Daniel Kon[6] (stagione 1): Dopo i fatti accaduti nella quinta e ultima stagione di Jurassic World - Nuove avventure, che hanno seguito con il suo arresto, il padre di Kenji viene chiuso in un istituto di reinserimento. Alla visita di suo figlio viene ucciso e divorato dai tre atrociraptor per far fuggire e salvare lui e Darius, sacrificando la propria vita.
- Carl (stagione 1): L'odioso proprietario del ranch di fianco a quello di Sammy che nutre un profondo disprezzo per i dinosauri. Muore divorato da un atrociraptor.
- Bobby Nublar (stagione 1): Bobby Nublar è uno dei personaggi cattivi della serie. Gestisce un mini Parco Preistorico di Re Dino dove tratta in modo crudele i pochi dinosauri che sfrutta.
- Ghost, Tiger, Red e Panthera (stagione 1-3): Sono gli stessi Atrociraptor di Jurassic World - Il dominio che vengono controllati dalla Domatrice con un fischietto. Tutti tranne Red che viene controllata da Soyona Santos con il laser. Sono i dinosauri che danno la caccia i sei di Nublar. Tornano nella terza stagione con Santos intenzionata a venderli al mercato di dinosauri, ma vengono liberati da Brooklyn e la Domatrice. Alla fine Ghost viene uccisa dal carnotauro controllato da Santos mentre Tiger, Red e Panthera fuggono abbandonando la loro addestratrice uccisa dallo stesso dinosauro.
- Bumpy (stagione 1): Vive nel ranch di Sammy prima che la Mantah Corp iniziasse un'indagine sull'isola. Nella Terza stagione Sammy e Kenji scoprono che il dinosauro si trova nel santuario della Biosyn.
- Dr. Sarr (stagione 2): È lo scienziato che ha riportato in vita una variante di Baryonyx, il Baryonyx leucistico, creato senza gli occhi e che caccia usando l'ecolocalizzazione, che controlla tramite lo schiocco delle dita. Nell'ultimo episodio della seconda stagione verrà divorato dalla sua stessa creazione ormai controllata da Red.
- Barry Sembène (stagione 3): agente dei servizi segreti francesi e vecchio amico di Owen Grady, con il quale aveva addestrato i Velociraptor al Jurassic World. Indaga sul contrabbando di dinosauri gestito dalla Santos e inizialmente pensa che Darius e i suoi amici siano coinvolti, poiché Brooklynn lavora per la Santos.
- Lewis Dodgson (stagione 3): apparso nell'ultima stagione di Jurassic World - Nuove avventure quando voleva comprare da Daniel Kon chip per il controllo mentale che aveva installato su alcuni dinosauri, e dove in quell'occasione trovò anche la bomboletta con i primi campioni di DNA di dinosauro. Presidente della Biosyn Corporation entra in affari con la Santos, da cui ottiene la valigia con le uova, a cui chiede di aiutarlo nel rintracciare Maisie Lockwood e il cucciolo di Velociraptor Beta indispensabile per un progetto che li riguarda.

## Doppiaggio
| Personaggio                                   | Doppiatore originale     | Doppiatore italiano   |
| Personaggi principali                         | Personaggi principali    | Personaggi principali |
| --------------------------------------------- | ------------------------ | --------------------- |
| Darius Bowman (stagioni 1-in corso)           | Paul-Mikél Williams      | Vittorio Thermes      |
| Brooklynn / Sydney (stagioni 1-in corso)      | Kiersten Kelly           | Chiara Fabiano        |
| Yasmina "Yaz" Fadoula (stagioni 1-in corso)   | Kausar Mohammed          | Giulia Franceschetti  |
| Sammy Gutierrez (stagioni 1-in corso)         | Raini Rodriguez          | Eva Padoan            |
| Kenji Kon (stagioni 1-in corso)               | Darren Barnet            | Federico Campaiola    |
| Ben Fitzgerald Pincus (stagioni 1-in corso)   | Sean Giambrone           | Tito Marteddu         |
| Personaggi secondari                          |                          |                       |
| Zayna Mballo (stagione 2)                     | Anaiya Asomugha          | Lucrezia Roma         |
| Gia (stagione 3)                              | Beatrice Grannò          | Luna Iansante         |
| Aminata Mballo (stagione 2)                   | Cherise Boothe           | Guendalina Ward       |
| Ousmane Mballo (stagione 2)                   | Samba Schutte            | Francesco Bulckaen    |
| Soyona Santos / Broker (stagione 2-3)         | Dichen Lachman           | Elena Perino          |
| Addestratrice di Atrociraptor (stagione 1-3)  | Sumalee Montano          |                       |
| Nonna (stagione 3)                            | Isabella Rossellini      | Lorenza Biella        |
| Lewis Dodgson (stagione 3)                    | Adam Harrington          | Francesco Prando      |
| Davi (stagione 3)                             | Marwan Salama            | Lorenzo De Angelis    |
| Mateo (stagione 1)                            | Eugene Cordero           | Gabriele Patriarca    |
| Ronnie (stagione 1)                           | Carmen Moore             | Eleonora De Angelis   |
| Jensen (stagione 1, special guest stagione 2) | Steve Blum               | Riccardo Scarafoni    |
| Dudley Cabrera (stagione 1)                   | Philip Anthony-Rodriguez | Alessio Cigliano      |
| Capitano Lang (stagione 2)                    | Stephen Fu               | Enrico Chirico        |
| Guest star                                    |                          |                       |
| Brandon Bowman (stagione 1)                   | Benjamin Flores Jr.      | Gabriele Vender       |
| Daniel Kon (stagione 1)                       | Andrew Kishino           | Marco Vivio           |
| Carl (stagione 1)                             | Steve Blum               | Stefano Thermes       |
| Bobby Nublar (stagione 1)                     | Luis Bermudez            | Francesco Pezzulli    |
| Dr. Sarr (stagione 2)                         | Ike Amadi                | Andrea Mete           |
| Barry Sembène (stagione 3)                    | Evan Michael Lee         | Simone Mori           |

## Produzione
Al termine della produzione di Nuove avventure, i dirigenti di DreamWorks Animation Television e Netflix erano interessati a sviluppare un seguito. Mentre lo showrunner di Nuove avventure Scott Kreamer ha inizialmente rifiutato l'offerta, ha deciso di lavorare a una seconda serie dopo che lui e il co-showrunner Aaron Hammersley hanno ricevuto "una prima carrellata" del film Jurassic World - Il dominio (2022), che gli hanno ispirati a creare un sequel diretto con protagonisti versioni più vecchie del cast di Nuove avventure sulla scia dei successivi film di Harry Potter. Dopo aver deciso di lavorare alla serie, si sono riuniti con la story editor Bethany Armstrong Johnson per concepire la storia per la serie.

## Promozione
Il primo teaser trailer della serie è stato pubblicato il 9 novembre 2023. Il primo trailer ufficiale è stato pubblicato il 28 marzo 2024, un secondo trailer è stato infine distribuito il 30 aprile dello stesso anno. Il teaser e il trailer ufficiale della seconda stagione della serie sono stati pubblicati il 29 luglio e il 23 settembre dello stesso anno. Il trailer della terza stagione è stato pubblicato il 12 marzo 2025.

## Distribuzione
La prima stagione della serie è stata distribuita sulla piattaforma di streaming Netflix il 24 maggio 2024, ed è composta da 10 episodi.  
La seconda stagione con dieci episodi della serie è stata distribuita sulla piattaforma di streaming Netflix il 17 ottobre dello stesso anno. 
La terza stagione, sempre con dieci episodi, è stata distribuita sulla piattaforma Netflix il 3 aprile 2025.
La quarta stagione verrà distribuita sulla piattaforma Netflix il 20 novembre dello stesso anno, e sarà composta da 10 episodi.